# Joop Stoffelen
Johannes Hendricus (Joop) Stoffelen (Amsterdam, 23 januari 1921 – Lelystad, 26 juni 2005) was een voetballer van onder andere AFC Ajax. Hij was altijd herkenbaar omdat hij, ook op het veld, een bril droeg.

## Loopbaan
Stoffelen was vijftien jaar toen hij voor het eerst het Ajax-shirt droeg. Daarvoor speelde hij bij de amateurs van SEO, waar hij al na drie jaar in het eerste terechtkwam. In de tijd dat Stoffelen bij Ajax terechtkwam (eind jaren dertig), was het oorlogstijd en in die tijd raakte Ajax veel spelers kwijt aan de mobilisatie. Tevens was het de periode waarin de succesvolle (oude) garde van de jaren dertig aan vervanging toe was.
Joop Stoffelen debuteerde op een van de moeilijkste plekken van het elftal: als spil. Hij moest op deze plaats de legendarische Wim Anderiesen vervangen. Op 24 maart 1940 maakte Stoffelen op deze plaats zijn debuut tegen KFC.
Na tweeënhalf seizoen op de spilpositie te hebben gespeeld, verhuisde Stoffelen naar linkshalf. Jany van der Veen kreeg vanaf dat moment de voorkeur als spil. Als linkshalf oogstte Stoffelen veel waardering. Inmiddels was hij ook gepromoveerd tot aanvoerder.
In het seizoen 1950/51 werd hij de tweede Ajacied, na Cor van der Hart, die prof werd in het buitenland. In januari 1951 vertrok hij naar het Franse Racing Club de Paris. Bij deze club speelde hij slechts een half seizoen en hierna vertrok hij naar FC Toulouse. Na een jaar Toulouse kwam Stoffelen in juni 1952 terug naar Nederland. Toen hij terug was, mocht hij pas na twee jaar weer voetballen. Dit deed hij in het seizoen 1954/55 bij Blauw-Wit. Daarna speelde hij ook nog even bij Neerlandia, waar hij daarna ook trainer werd.
Hij trainde later ook nog De Spartaan en DCG en werd coach van de oud-internationals. Pas in 1992 werd hij ontslagen door de KNVB als coach van de oud-internationals.

## Trivia
In zijn tijd als coach bij de oud-internationals werd Joop Stoffelen ook wel "Joop Stoffelullen" genoemd, vanwege zijn breedsprakigheid.